# Włodzimierz Sadalski
Włodzimierz Sadalski, född 29 augusti 1949 i Poznań, Polen är en polsk före detta volleybollspelare.
Sadalski vann guld med landslaget vid både VM 1974 och OS 1976. I slutet av sin karriär flyttade han, liksom landslagskollegan Włodzimierz Stefański, till Finland där han var förbundskapten 1987-1992.